# Donald Judd
Donald Clarence Judd (ur. 3 czerwca 1928 w Excelsior Springs, zm. 12 lutego 1994 w Nowym Jorku) – amerykański artysta, jeden z głównych przedstawicieli minimalizmu.

## Życiorys
Donald Judd urodził się 3 czerwca 1928 w Excelsior Springs. Pod koniec lat 40. służył w armii amerykańskiej w Korei. Po powrocie do Ameryki studiował filozofię oraz historię sztuki na Uniwersytecie Columbia, jednocześnie studiował malarstwo w Art Students League of New York. W latach 1959–1965 pracował jako krytyk sztuki. W latach 60. zaczął odchodzić od malowania na rzecz prac w trzech wymiarach. Pod koniec lat 60. stał się jednym z pionierów minimalizmu.
Zmarł 12 lutego 1994 w Nowym Jorku. Jego prace znajdują się m.in. w zbiorach Museum of Modern Art.